# Cornelis van Traa
Cornelis van Traa (Rotterdam, 16 november 1899 - aldaar, 24 januari 1970) was een Nederlands stedenbouwkundige. Hij is bekend geworden als ontwerper van het Basisplan voor de Wederopbouw van Rotterdam uit 1946.
Van Traa studeerde bouwkunde aan de Technische Hogeschool Delft tot 1927. Na zijn studie werkte hij enige jaren voor Rotterdamse en Haagse architectenbureaus.
In 1930 werd hij secretaris van het Instituut Stad en Landschap van Zuid-Holland. In het bestuur van dit instituut zaten onder meer W.G. Witteveen, C.H. van der Leeuw en K.P. van der Mandele. Begin 1940 werd Van Traa medewerker van de Gemeentelijke Technische Dienst als assistent van Witteveen, de ontwerper van het eerste wederopbouwplan van 1941.
In 1946 is het Basisplan van Van Traa aangenomen door de Gemeenteraad van Rotterdam. Het basisplan is bepalend geweest voor de stedenbouwkundige opzet van het huidige Rotterdamse centrum.
In 1961 is van Traa onderscheiden met de Hudig-penning. 
In 1964 is aan Ir. C. van Traa de Van Oldenbarneveltpenning toegekend; dit is de hoogste gemeentelijke onderscheiding van de stad Rotterdam.
Cornelis van Traa overleed op zeventigjarige leeftijd.